# Crímenes de Wineville
Los crímenes de Wineville (también conocidos como asesinatos del gallinero de Wineville) son una serie de secuestros y asesinatos de niños que tuvieron lugar en Los Ángeles de 1926 a 1928. El caso expuso al gran público la corrupción en el Departamento de Policía de Los Ángeles y recibió atención nacional. La película Changeling, dirigida por Clint Eastwood en 2008, se basa en este caso.
Entre los niños que desaparecieron se encontraba Walter Collins, de nueve años de edad, que desapareció el 10 de marzo de 1928 y Lewis Winslow, de doce años de edad, junto a su hermano Nelson, de diez, que desaparecieron de Pomona el 16 de mayo de 1928.

## Culpables y juicio

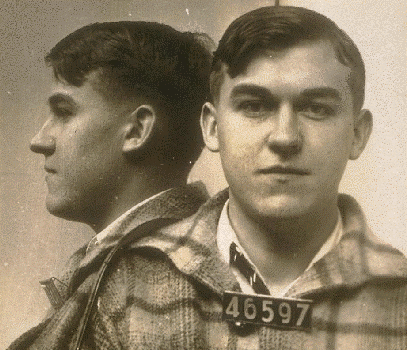
Foto de reserva de Gordon Stewart Northcott en 1928

Después de 27 días de juicio, el 7 de febrero de 1929 Gordon Stewart Northcott fue declarado culpable de matar a Lewis y Nelson Winslow y otro niño mexicano no identificado. El jurado lo condenó por secuestrar, abusar sexualmente, torturar, asesinar y descuartizar a estos y otros niños durante el año 1928. El 13 de febrero de 1929, el juez Freeman condenó a Northcott a ser ahorcado, sentencia que se llevó a cabo el 2 de octubre de 1930.
Más tarde, Louisa Northcott, madre del condenado, admitió haber asesinado a Walter Collins. Fue condenada a cadena perpetua en la prisión estatal de San Quintín, aunque se cree que Northcott había coaccionado a su madre para cometer el asesinato. En el número de la revista Time del lunes 11 de febrero de 1929, se informó de que: 

Gordon Stewart Northcott, mientras que era juzgado por abusar y asesinar a cuatro niños, escuchó testificar a su madre que no era en realidad su madre, sino su abuela.
Revista Time, 11 de febrero de 1929

## Corrupción policial

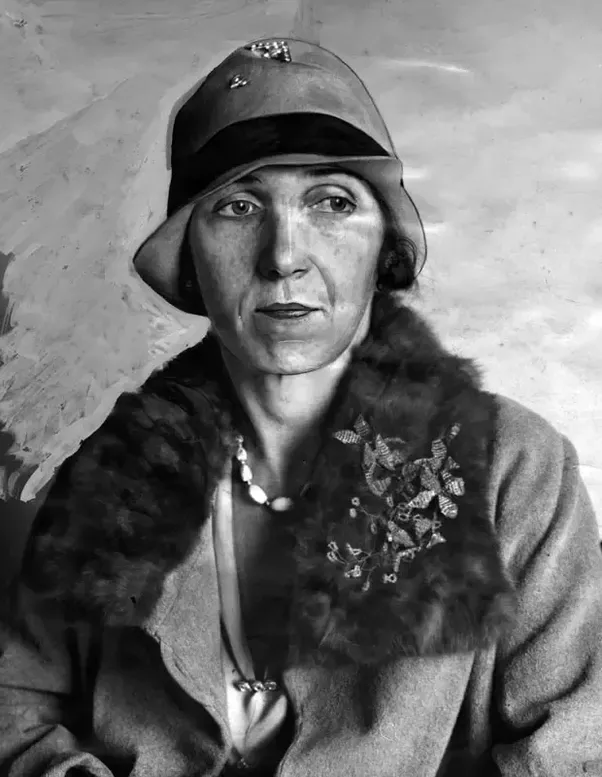
Christine Collins, madre de Walter Collins, el niño que desapareció en 1928.

El escándalo de este caso destapó una gran trama de corrupción en el Departamento de Policía de Los Ángeles. Arthur Hutchins, Jr, un niño fugitivo de Illinois y originario de Iowa, se hizo pasar por el desaparecido Walter Collins para obtener gratis un viaje a California. La policía consideró cerrado el caso y trató de convencer a la madre de Walter Collins, Christine Collins, de que Hutchins era su hijo. Cuando se negó a creerlo, fue internada contra su voluntad en el pabellón psiquiátrico del Hospital General del Condado de Los Ángeles. Solo después de que Hutchins admitiera la verdad, diez días más tarde, Christine fue puesta en libertad.
Los investigadores encontraron un hacha y restos óseos, pelo y los dedos de tres de las víctimas enterrados en cal cerca del gallinero del rancho de Northcott cerca de Wineville; de ahí el nombre de asesinatos del gallinero de Wineville.

## Repercusiones
Debido a la gran repercusión del caso, Wineville cambió su nombre por el de Mira Loma el 1 de noviembre de 1930, debido en gran parte a la publicidad negativa en torno a este caso. Nombres como Wineville Avenue, Wineville Road, Wineville Park y otras referencias geográficas aún recuerdan el antiguo nombre de la población.